# トーマス・ウィリアム・リス・デイヴィッズ
トーマス・ウィリアム・リス・デイヴィッズ（英語: Thomas William Rhys Davids、1843年5月12日 - 1922年12月27日）は、イギリスの東洋学者。パーリ語と上座部仏教の研究で知られる。

## 生涯
出生から修学期
1843年、会衆派教会の教職者トーマス・ウィリアム・デイヴィッズの長男としてコルチェスターで生まれた。ブレスラウ大学に入学し、アドルフ・フリードリヒ・シュテンツラーの下でサンスクリットを学んだ。
セイロン赴任
1866年に文官としてイギリス領セイロンに赴任し、そこでパーリ語と仏教を学んだ。しかし、在任中に現地人の権利をめぐって上司と対立し、辞任して帰国。
イギリス帰国後
イギリスに帰国後、1877年にはミドル・テンプルの弁護士になったが、実際に弁護士として働くことはせず、仏教研究に専念した。1881年、パーリ聖典協会を設立。協会では各地に保存されているパーリ語聖典写本をラテン文字に翻字して出版し、その量はリス・デイヴィッズの没時までに25,000ページに達した。
1882年から1912年まで、ユニヴァーシティ・カレッジ・ロンドンの名誉教授であった。1888年から1904年まで、王立アジア協会の書記および司書をつとめた。またイギリス学士院の創立時からのフェロー(FBA)に選出されていた。その研究は国内外から評価され、数多くの栄誉博士号を贈られた。
1904年にマンチェスター大学の比較宗教学の教授に就任し、後進の育成に努めた。1915年に退官し、その後はサリーのチップステッドに住み、パーリ語辞典の編纂に専念した。その成果は、パーリ聖典協会から第1巻が1921年、第2巻が1922年、最終巻は没後の1925年に出版された（William Stede と共著）。1922年に死去。

## 研究内容・業績
パーリ語と上座部仏教の研究で知られる。パーリ聖典協会設立、パーリ語辞典編纂などその後の研究の発展に大きく寄与した。

## 家族・親族
- 妻：キャロライン・オーガスタ・リス・デイヴィッズ(英語)も仏教学者として活躍し、多くの著書がある。二人は1894年に結婚した。
- 息子：アーサー・リス・デイヴィッズは第一次世界大戦のエース・パイロットとして知られる。

## 主な著作
- On the Ancient Coins and Measures of Ceylon. London: Trübner & Co. (1877)
- Buddhism: being a Sketch of the Life and Teachings of Gautama, the Buddha. London: Society for Promoting Christian Knowledge. (1912) [1878][9][1]
  - 邦訳1：ライス・デヴィズ 著、桑原啓一 訳『菩提の花』教典書院ほか、1887年。[10]
  - 邦訳2：リス・デヰズ 著、赤沼智善 訳『釈尊の生涯及其教理』無我山房、1911年。
- Buddhist Birth Stories; or, Jātaka Tales. 1. London: Trübner & Co. (1880)[11]
- Lectures on the Origin and Growth of Religion. London: Williams and Norgate. (1881)[12]
- Buddhism: Its History and Litterature. G. P. Putnam's Sons, Ltd. (1926) [1896][13]
- Buddhist India. New York: G.P. Putnam's Sons. (1903)
  - 邦訳：T・W・リス・デヴィッヅ著 著、中村了昭 訳『仏教時代のインド』大東出版社、1984年。ISBN 9784500004751。
- Early Buddhism. London: Archibald Constable & Co. (1908)
  - 邦訳：ライス・ダビッド 著、白石喜之助 訳『初代仏教』教文館、1912年。

フリードリヒ・マックス・ミュラーの東方聖典叢書のために、パーリ語の経の一部、律（ヘルマン・オルデンベルクと共著・3巻）、およびミリンダ王の問い（2巻）を翻訳した。
- Buddhist Suttas. Oxford: Clarendon Press. (1881)
- Vinaya Texts. I. Oxford: Clarendon Press. (1881) 第2巻(1882) 第3巻(1885)
- The Questions of King Milinda. 1. Oxford: Clarendon Press. (1890) 第2巻(1894)

パーリ聖典協会のために長部の本文（3巻）とブッダゴーサによる注を出版した（J・E・カーペンターと共著）。また妻とともに長部を翻訳した（3巻）。
- The Sumanġala Vilāsinī, Buddhagosa's Commentary on the Dīgha Nikāya. 1. London: Henry Frowde. (1886)
- Dialogs of the Buddha. London: Henry Frowde. (1899) 第2巻(1910) 第3巻(1921)